# Családfa

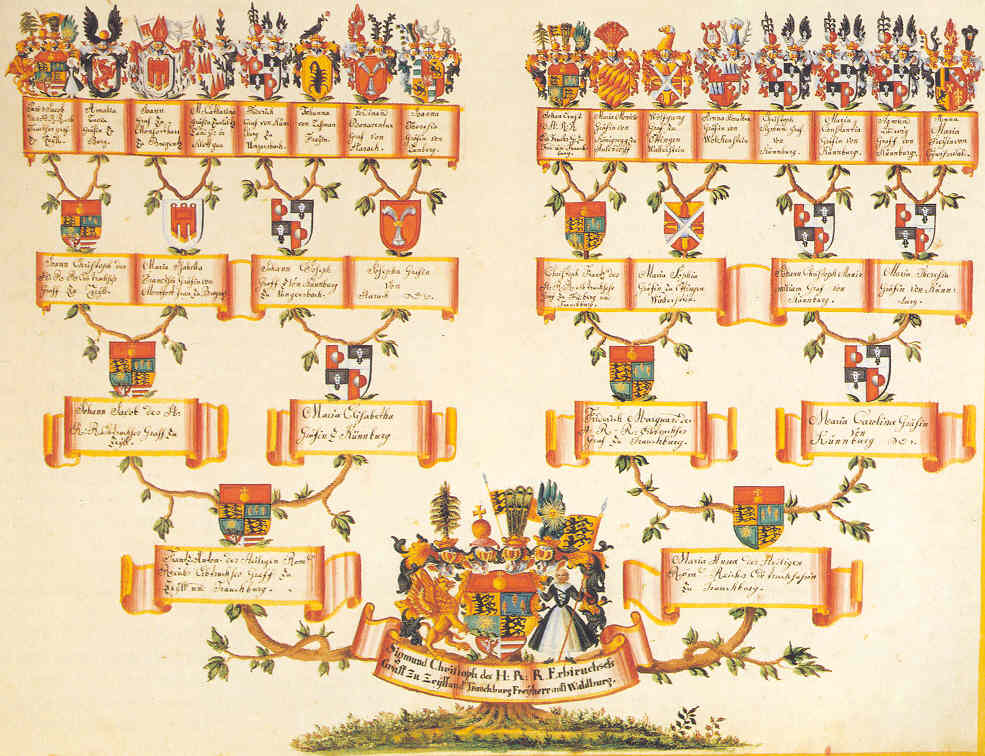
Egy régi családfa

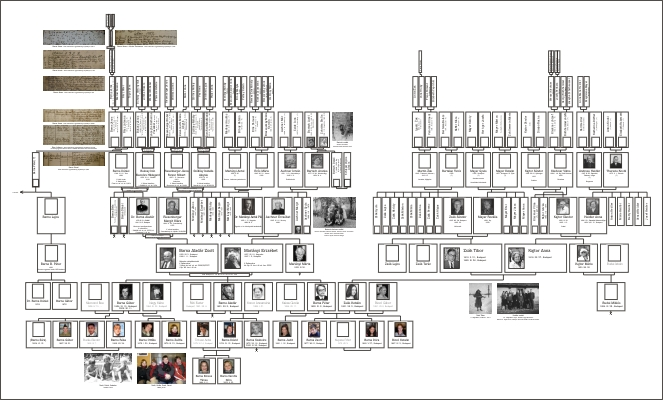
Egy mai családfa

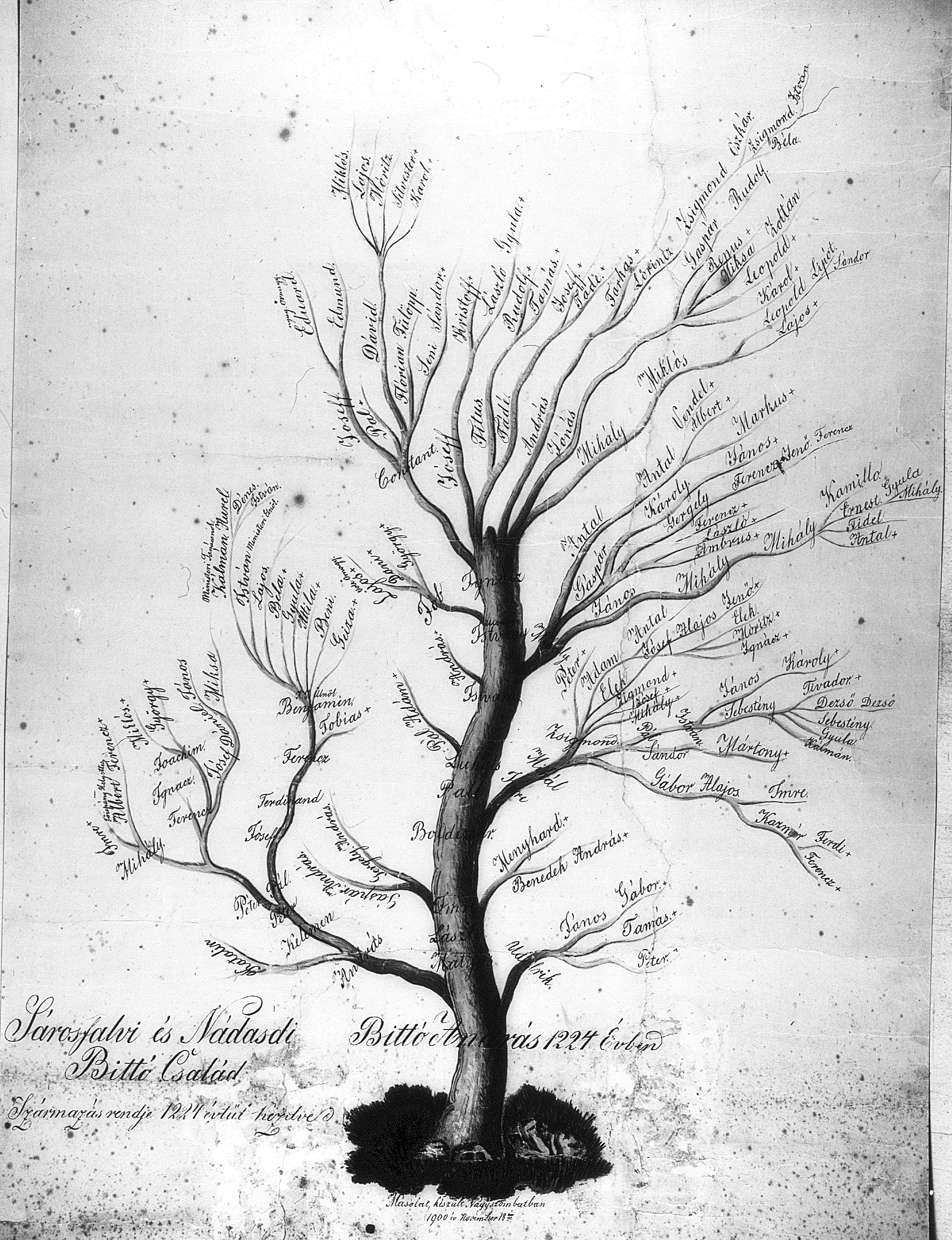
A Bittó család régi típusú családfája

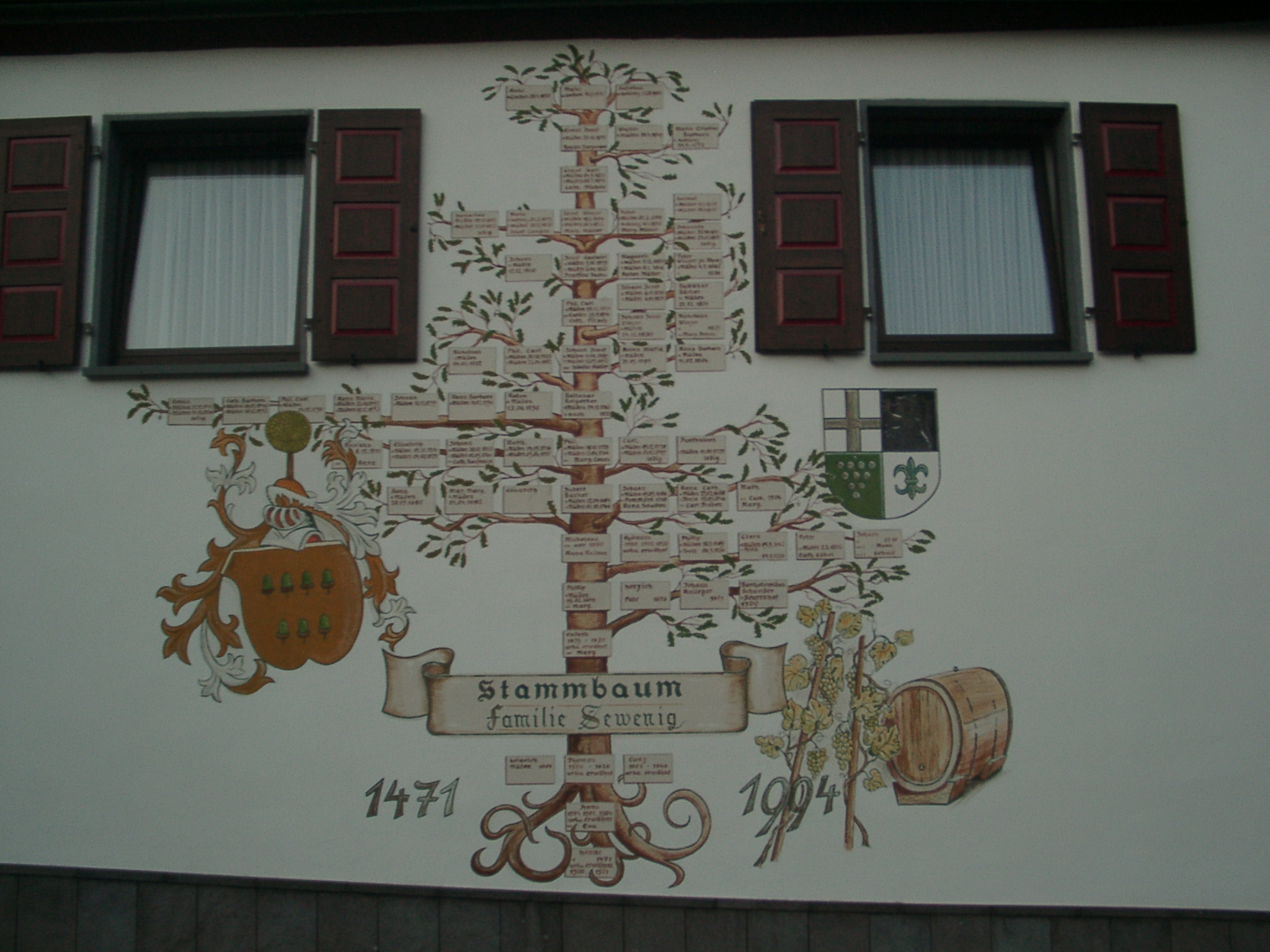
A Sewenig család családfája Müdenben

A családfán ábrázoljuk az ősök illetve utódok közötti kapcsolatokat, azaz a családfa a származástan (genealógia) tudományának eredményeit bemutató egyik fontos eszköz.
Két fő formáját különböztethetjük meg:
- Egy ember őseit bemutató családfa: úgy néz ki, mint egy fa koronája, a sok ősből az idő előrehaladtával – az ábrán lefele – egyre kevesebb, végül egy utód lesz.
- Egy ember (vagy pár) leszármazottait bemutató családfa: az előző ellentéte, a formája olyan, mint egy fa gyökérzetéé, felfelé haladva ágazik egyre többfelé.

Természetesen ez a két változat kombinálható, lehet olyan családfát is készíteni, amely több generáción keresztül a család minden tagját feltünteti; ez általában nehezen ábrázolható, három-négy generáció után már teljesen áttekinthetetlenné válhat egy ilyen ábra.
A régebben készült családfákat általában komoly művészi színvonalon készítették el, ma inkább a családfa információtartalmát tartjuk szem előtt.

## A kutatás lehetséges forrásai
A családfakutatás legelemibb forrása a családi emlékezet felhasználása. A szülőktől, nagyszülőktől, dédszülőktől és más idősebb családtagoktól kapott adatokkal, és a család tulajdonában lévő régi iratok átböngészésével már egy öt, szerencsés esetben akár hat generációt átfogó családfa felállítása is lehetséges.
Sokan az egyházi illetve a állami anyakönyveket használják fel családfájuk kutatására. Magyarországon az egyházi anyakönyvezés kezdetének időpontja településeként változhat. Általában a XVII. század végén vagy a XVIII. század elején kezdtek el egyházi anyakönyveket vezetni Az állami anyakönyvezés kezdete 1895. október 1. Fontos megjegyezni, hogy a 90 évnél fiatalabb anyakönyvek kutatása a személyiségi jogok védelme érdekében tilos. Az ennél régebbi anyakönyvek kutathatók, de az egyházi anyakönyvek esetében a kutatáshoz szükséges kutatási engedély, amit az illetékes egyházkerület (esperesség) állíthat ki. Az anyakönyvek kutatásából megtudhatók az ősök születésének és elhalálozásának pontos időpontja, haláluk oka, házasságuk pontos időpontja, szüleik neve és foglalkozása, pontos címük és keresztszüleik neve.
Az anyakönyvek arról adnak hírt, mikor és hol született, mikor, hol és kivel kötött házasságot illetve mikor és hol halt meg egy ember. Az állami anyakönyvezés Magyarországon az 1894. évi XXXIII. tc. értelmében, 1895. október 1. napján vette kezdetét. Az állami anyakönyvek levéltárakban őrzött másodpéldányait a Levéltári törvény (1995. évi LXVI. tv.) rendelkezése értelmében korlátozottan lehet kutatni. Eszerint a születésekre 90, a házasságkötésekre 60, a halálozási adatokra 30 év a védelmi idő, azaz csak az ennél régebbi iratok kutatása megengedett.
A levéltárakban való kutatás is elterjedt módszer a családfakutatók körében. Ez csak akkor hasznos, ha a keresett ős jeles személyiség volt (ha egy ősi nemzetség tagja volt, akkor a nemzetségekkel és híresebb családokkal foglalkozó irodalomban való kutatás is lehetséges a további adatokhoz való hozzájutás érdekében) vagy peres ügyekben vett részt akár vádlóként, akár gyanúsítottként akár tanúként.

### Internet és mikrofilm-tár
A hatvanas években a Genealogical Society, Salt Lake City, Utah, U.S.A.  azaz a Mormon egyház eme szervezetének támogatásával mikrofilmes archívumot készített az ország (illetve Európa) egyházi káptalanjainak anyakönyveiről: a keresztelési, a házassági és a halotti anyakönyvekről, illetve a zsinagógák dokumentumairól. Minden magyar felekezet anyagát feldolgozták, s egy példányt a Magyar Országos Levéltárban hagytak. Ezek a kópiák a Levéltár óbudai (Bp. III., Lángliliom utca) épületében díjmentesen kutathatók, valamint díjazás ellenében grafikusan szkennelhetők. A mikrofilmeket a utahi központban részben digitalizálták és a honlapjukon működő interaktív kereső programmal az egyének név szerint publikusan kereshetők.
A Trianonban elcsatolt területek anyaga a mai államok adatbázisában kereshetőek. A magyar katolikus anyakönyvek 1636–1895 között, más felekezetek rekordjai ettől eltérő intervallumban találhatók. Az anyakönyvekben található kézírások változatosak, ezért a digitalizált adatokban a nevek írása nem mindig pontos, gyakran latinos-németes (pl. Michael Schmid-Schmit-Schmidt-Smitt, Elisabetha Schmidin).
Egyes országok dokumentumai beszkennelt kép formájában is megtalálhatóak.

## A kutatás módja
Sokan szakembert bíznak meg családjuk múltjának kutatásával. Ez általában költséges, és az illető nem mindig dolgozik olyan odaadással, mint ahogy azt várnánk, és esetleg a kutatás nagy mértékben lelassulhat.
Akinek erre nincs lehetősége, az maga készíti el családfáját. Ebben az esetben a családfakutatást a családi emlékezet és családi iratok felhasználásával érdemes kezdeni. Innen sok olyan adatot szerezhetünk, amelyeknek a későbbiekben nagy hasznát vehetjük. (Melyik felekezethez tartoztak őseink? Melyik városban születtek és mikor?) Szerencsés esetben a család oldalágán is találunk valakit, aki érdeklődik a családfa iránt, s együtt a kutatás már könnyebb lesz.
Ezután elkezdhetjük az anyakönyvekből való kutatást. Ha szerencsénk van, akkor az egyházi anyakönyvek esetében úgynevezett regiszterekből is kutathatunk. A regiszterekben az adott évben született gyermekeket, illetve az elhalálozott embereket ábécé sorrendbe rendezték, és nevük mellett megtalálhatjuk az anyakönyv azon oldalát, ahova a születést vagy az elhalálozást eredetileg bejegyezték. Így ha legalább hozzávetőlegesen ismerjük a születés vagy elhalálozás dátumát, akkor a kutatás sokkal egyszerűbbé és gyorsabbá válik.
Ha eljutottunk az anyakönyvezés kezdetéhez, és nem szolgálnak már több információval, akkor kezdődhet a levéltári kutatás. Ha őseink között jeles személyiségeket vagy nemeseket találunk akkor a kutatás folytatódhat, hiszen például a Hontpázmány nemzetség alapítói, Hont és Pázmány lovagok a X. században életek. Magyarországon a legősibb nemzetségek a 108 honfoglaló nemzetség.
A családfakutatás egy olyan folyamat, aminek soha sem lesz vége (így aki azt állítja, hogy ő elkészít(t)ette a teljes családfáját, az téved), hiszen mindig születnek új gyermekek, és azoknak újabb gyermekeik. Mindig előkerülnek eltűntnek hitt rokonok, vagy feltárulnak addig nem ismert oldalágak.

## Jelölések
A családfa felrajzolása során sok különböző jelölést használhatunk, amelyek segítségével külön feliratok nélkül rögzíthetünk számos részletet. Ilyenek például:
- * : születés
- + vagy † : halál
- = (ha egymás mellett vannak a nevek) vagy II (ha egymás alatt vannak a nevek): házasság

|             | szülők | nagyszülők     | dédszülők               |
| ----------- | ------ | -------------- | ----------------------- |
| saját magam | apa    | apai nagyapa   | apai nagyapai dédapa    |
| saját magam | apa    | apai nagyapa   | apai nagyapai dédanya   |
| saját magam | apa    | apai nagyanya  | apai nagyanyai dédapa   |
| saját magam | apa    | apai nagyanya  | apai nagyanyai dédanya  |
| saját magam | anya   | anyai nagyapa  | anyai nagyapai dédapa   |
| saját magam | anya   | anyai nagyapa  | anyai nagyapai dédanya  |
| saját magam | anya   | anyai nagyanya | anyai nagyanyai dédapa  |
| saját magam | anya   | anyai nagyanya | anyai nagyanyai dédanya |

## Számítógépes programok
A rokonokat tartalmazó adatbázis nyilvántartására és közülük egy megjelölt személy (bázisegyed) családfájának megrajzolására sok számítógépes program készült. Ezek nagy része az Internetről letölthető, sok közülük ingyenesen.

## Jelentősége
A családfakutatás a múlt megismerésének egy különleges formája, hiszen az ország, a nemzet történelmét a saját családunkon keresztül is megismerhetjük.

## Érdekességek
- A világ legrégebbre visszavezethető családfája Konfuciuszé (i. e. 551 – i. e. 479), amely több mint 80 generációt ölel át és több mint kétmillió leszármazottja van.[4]
- Európában a legrégebbre visszavezetett családfa rekordját Roy Blackmore tartja, aki 20 000 font sterling befektetéssel és 28 év munkával több mint 1100 évre vezette vissza genealógiai kutatását, 45 generáción át, 880-ig, Nagy Alfrédig.[5]